# Coliseo Humberto Perea
El coliseo cubierto Humberto Perea fue un escenario de Barranquilla, Colombia, en el que se realizaban espectáculos públicos como conciertos y eventos deportivos.
Estuvo acondicionado para la práctica del microfútbol, voleibol y baloncesto, además de un gimnasio de pesas y boxeo. También sirvió como escenario del Festival de Orquestas del carnaval de Barranquilla, de carteleras de boxeo profesional, conciertos, circos y todo tipo de espectáculos entre las décadas de 1960 y 1990.

## Historia
Esta edificación fue diseñada por la firma de arquitectos Blanco y Rosales y su construcción estuvo a cargo del arquitecto Ricardo González Ripoll, con la colaboración del ingeniero Humberto Salcedo y el arquitecto Antonio Salcedo. Inaugurado en 1961 para los Juegos Bolivarianos de ese año. Recibió el nombre del atleta barranquillero Humberto Perea.
Cerrado en 2008 debido a su estado de deterioro y abandono. Aunque durante años se plantearon varios proyectos para su recuperación, fue demolido en 2016. En su lugar se construyó el Palacio de Combates Sugar Baby Rojas.

## Ubicación
Estaba ubicado en la calle 58 con carrera 54, aledaño a la Universidad de la Costa, la Universidad Simón Bolívar, la Corporación Universitaria Latinoamericana, el teatro Amira de la Rosa, la Piscina Olímpica (renombrada Complejo Acuático Eduardo Movilla), el monumento a la bandera, el parque Once de noviembre y la estación de bomberos Once de noviembre.

## Desaparición
El escenario fue demolido el 26 de junio de 2016 mediante implosión.En su lugar se construyó el Palacio de Combates Sugar Baby Rojas, utilizado para las competencias de voleibol de los XXIII Juegos Centroamericanos y del Caribe.